# سیارک ۵۲۶۹
سیارک ۵۲۶۹ (به انگلیسی: 5269 Paustovskij، نامگذاری:1978SL6) پنج هزار و دویست و شصت و نهمین سیارک کشف شده‌است که در ۲۸ سپتامبر ۱۹۷۸ کشف شد.
قدر مطلق سیارک برابر ۱۴٫۲۰ است.